# Jan Stenerud
Jan Stenerud (Fet, 26 novembre 1942) è un ex giocatore di football americano norvegese che militò per 19 stagioni nel ruolo di placekicker nella American Football League e nella National Football League.
Fu inserito nella Pro Football Hall of Fame nel 1991

## Biografia
Dedito in patria al salto con gli sci e al calcio, a vent'anni si recò negli Stati Uniti per alcune gare di salto con gli sci, scoprendo in tale Paese altresì il football americano.
Stenerud fu uno dei primi giocatori di football professionistico ad utilizzare scarpe specifiche ed uno dei primi kicker ad utilizzare il cosiddetto "soccer style", una tecnica da poco introdotta nella AFL in quegli anni dal giocatore di origini ungheresi Pete Gogolak. Durante i suoi tre anni nella AFL, Stenerud segnò il 70% dei field goal calciati, contro una media del 53% degli altri kicker di quegli anni nella AFL e nella NFL.
Dopo la stagione 1969, Stenerud vinse il Super Bowl IV coi Chiefs che sconfissero i Minnesota Vikings 23-7. In quella gara, Stenerud calciò tre field goal, segnando 9 punti per la sua squadra. Il primo, da 48 yarde, sarebbe rimasto il più lungo nella storia del Super Bowl fino al gennaio 1994, quando il record fu battuto dal kicker dei Buffalo Bills Steve Christie nel Super Bowl XXVIII.

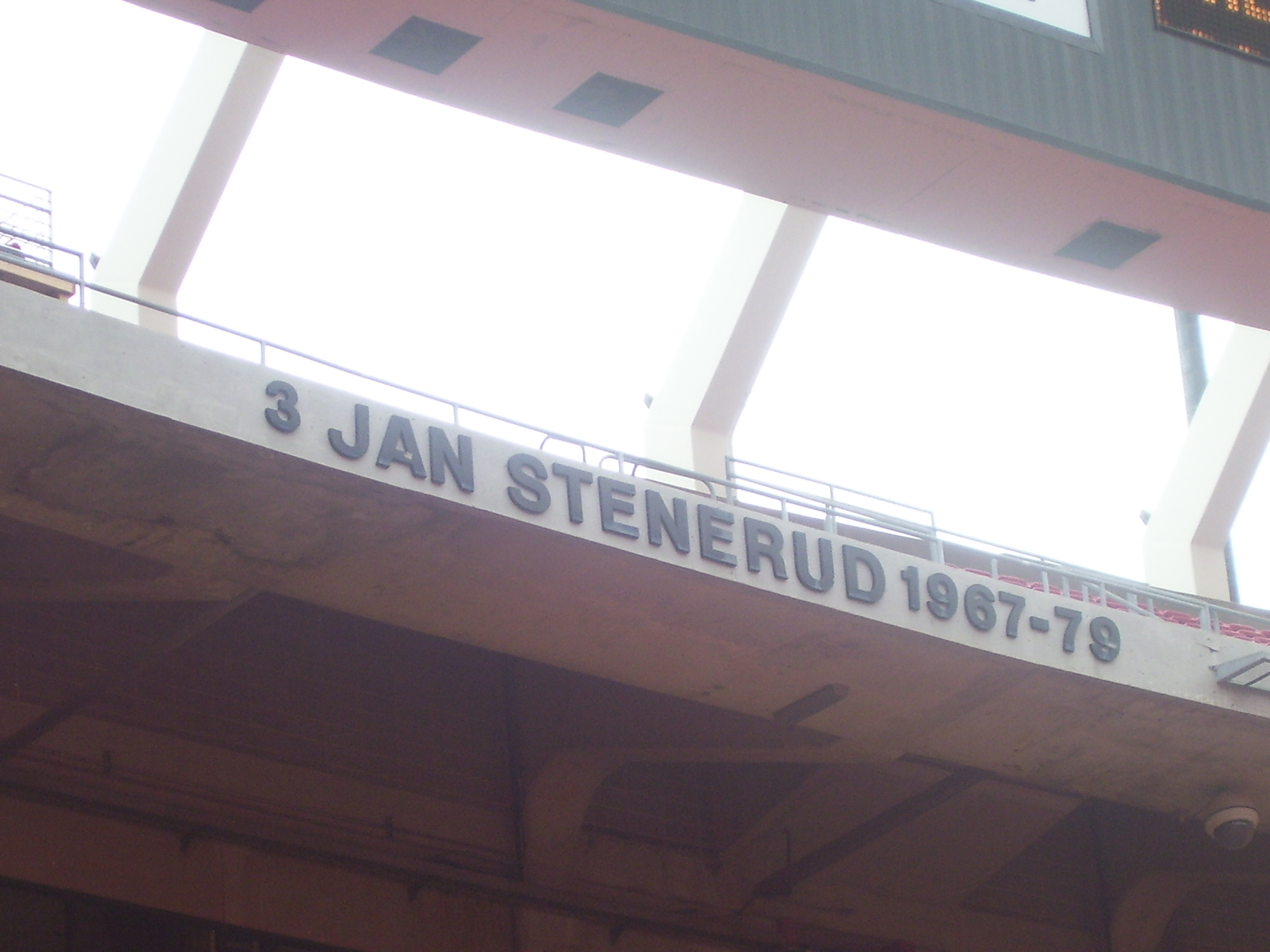
Il nome di Stenerud nel Ring of Honor dei Chiefs all'Arrowhead Stadium.

Stenerud si ritirò dopo l'annata 1985, dopo 19 stagioni (3 AFL, 16 NFL). Nella sua carriera, egli segnò 373 field goal su 558 (67%) e 580 extra point su 601 (97%). In totale, Stenerud segnò 1.699 punti. All'epoca del ritiro eri il giocatore di football attivo da più tempo ad aver giocato nella AFL. L'ultimo giocatore ad aver giocato sia nella AFL che nella NFL fu Charlie Joiner (Houston Oilers, 1969), che si ritirò dopo aver giocato coi San Diego Chargers fino alla stagione 1986.
Indotto nel 1991, Stenerud, con George Blanda e Lou Groza è uno dei soli tre kicker ad essere stati indotti nella Pro Football Hall of Fame, ed è l'unico dei tre a non aver giocato anche in un altro ruolo (Blanda giocò come quarterback, Lou Groza come offensive tackle). I Chiefs hanno ritirato il numero 3 in suo onore. Nel 1994 fu inserito nella formazione ideale del 75º anniversario della National Football League.
In anni recenti, Stenerud è stato coinvolto a Kansas City in un'impresa che disegna stadi ed arene sportive. Inoltre ha commentato i Super Bowl per la televisione scandinava durante gli anni '90. Jan mantiene ancora forti contatti con la sua terra natia, la Norvegia, e nel comune di Fetsund, la strada dove è nato è stata intitolata in suo nome.

## Palmarès

### Franchigia
- Super Bowl : 1

Kansas City Chiefs: IV

### Individuale
- AFL All-Star: 2

1968, 1969
- Convocazioni al Pro Bowl: 4

1970, 1971, 1975, 1984
- All-AFL: 3

1967 1968, 1969
- All-Pro: 7

1970, 1971, 1974, 1975, 1976, 1981, 1984
- MVP del Pro Bowl: 1

1972
- Chiefs Hall of Fame
- Formazione ideale del 75º anniversario della National Football League
- Formazione ideale del 100º anniversario della National Football League
- Packers Hall of Fame
- Numero 3 ritirato dai Kansas City Chiefs
- Pro Football Hall of Fame

## Statistiche
| Field goal calciati | 558  |
| Field goal segnati  | 373  |
| Percentuale         | 66,8 |